# Bucher Rim
Der Bucher Rim ist eine Kliff im westantarktischen Marie-Byrd-Land. Die Formation ragt aus dem im südlichen Abschnitt des Kraterrands des erloschenen Vulkans Mount Takahe auf.
Der United States Geological Survey kartierte das Kliff anhand eigener Vermessungen und Luftaufnahmen der United States Navy aus den Jahren von 1959 bis 1966. Das Advisory Committee on Antarctic Names benannte sie 1975 nach dem Schweizer Peter Bucher von der Universität Bern, der als Glaziologe des United States Antarctic Research Program von 1969 bis 1970 auf der Byrd-Station tätig war.